# 小林悠 (主播)
小林 悠（日语： Kobayashi Haruka ?，1985年9月26日—）是日本女性播报员，曾在2010年至2016年担任TBS電視台主播。

## 经历
她出身于北海道札幌市，是混血儿，父亲是美国人，母亲是日本人。父母都是大学教授，外祖父是物理学家小林禎作（原北海道大學教授）。东京都御茶水女子大學在学期间是cent. Force所属的電視藝人和自由播报员。2010年4月加入TBS电视台，担任晨间新闻节目主播。2014年10月任《报道特集》新闻节目主播。
2016年2月1日小学館《周刊邮报》上刊载了小林悠与某男性實業家在某酒店约会的不伦消息，之后她便精神不振，从2月26日起不再参与应由她主持的直播綜藝節目。TBS电视台播报员分部官方網誌「小林悠的悠草子」也在2月中旬关闭。3月4日，她以健康状况不良为由从TBS电视台离职。
3月16日，她在《週刊文春》坦言，那位先生目前单身，是她非常珍重的人，周刊邮报的报道让她的身心深受打击。2月10日，她已经被心療内科诊断为适应性障碍。
她原预计参加2016年4月改编后的《NEWS23》节目新闻主播，但由于上述事件的缘故，职位由駒田健吾和皆川玲奈代替。之后，小学馆在7月7日发行的《女性Seven》杂志上刊载了相关的致歉文章。

## 出演过的部分TBS节目
- 女主播的懲罰（2012年7月23日 -  2014年3月26日、不定期）
- BS-TBS（2013年12月 - 2016年3月、每月2回放送）
- 日本有線大獎（2010年11月18日、主持人）
  - 2011年11月7・8日・2012年7月17 - 19日[注 1]
  - 2012年12月31日早间 - 播报员
- 发现世界不可思议!（日语：日立 世界・ふしぎ発見!）（2012年8月18・25日、2014年3月1・15日） - 助理[注 2]
- 中居大師說特別編「关于霸凌的讨论」（2012年8月31日） - 现场主持人[注 3]
- SPEC～零～（2013年10月23日）
- NEWS23
  - 2014年9月15日 - 10月3日[注 4]
  - 2014年12月12・15日[注 5]
  - 2015年7月27 - 31日[注 6]

## 杂志
- 『週刊Playboy』（2013年3月25日号、集英社）
- 『Eureka（日语：ユリイカ (雑誌)）』（2015年4月号、青土社）
- 『Hanako』連載「美仏を浴びたい」（No.1097 - 1106）（2015年10月 - 2016年3月）